# Аерація
Аера́ція (грец. αηρ — повітря) — провітрювання, збагачення повітрям.

## Загальний опис
- 1) Аерація будинків — природна вентиляція приміщень, де повітрообмін виникає від різниці питомої ваги зовнішнього і внутрішнього повітря та від зниження зовнішнього тиску під впливом вітру. Аерацію будинків широко застосовують у промислових спорудах; повітрообмін проводиться через отвори внизу і вгорі стіни або на даху.
- 2) Аерація води — вилучення з води шкідливих домішок (газів, іонів заліза, колоїдів тощо) способом дощування, каскадування, переміщування, продування, нагрівання і фільтрування. У біологічному очищенні стічних вод аерацію води використовують для окислення органічних речовин і забезпечення киснем аеробних бактерій[1].

Аерація рідин відбувається під час очищення виробничих стічних вод від шкідливих домішок (гідроокису заліза, сірководню та інших хімічних сполук) перед викиданням у природні водойми, під час інтенсифікації процесів збагачення, буріння свердловин, відкачуванні води з допомогою ерліфта та ін. Аерація рідини (наприклад, флотаційної пульпи) — процес насичення її повітрям, диспергування (подрібнення) повітря, рівномірний розподіл та перемішування в об'ємі рідини. Аерація рідини повітрям або будь-яким газом відбувається за допомогою компресора або іншого джерела стисненого газу й аератора для зменшення її густини й аерогідродинамічного тиску. Насичення може відбуватись у напірній, всмоктувальній лінії насоса або комбіновано, а також хімічним способом.
Застосовується в гідротехнічних процесах (при очищенні вод тощо), а також при збагаченні пінною флотацією.
Аерація бурових розчинів здійснюється під час буріння свердловин для створення гідродинамічної рівноваги в системі свердловина — пласт і тампонування поглинаючих пластів, зниження гідродинамічного тиску на вибій і покращення його очищення, підвищення якості розкриття продуктивних пластів за рахунок буріння в режимі депресії тиску або рівноваги. Для утворення аерованих розчинів повітря (рідше природний газ, азот, гелій) і рідина з допомогою компресорів і насосів нагнітаються в бурильну колону до долота і далі до гирла свердловини, яке при цьому герметизується превентором, що обертається. Регулювання тиску на водогазонафтоносні пласти та стінки свердловини і попередження припливів (викидів) пластових флюїдів, обвалення нестійких порід забезпечується за рахунок зміни витрат рідкої і газової фаз і протитиску на гирлі свердловини.
- 3) Аерація ґрунту — газообмін ґрунтового повітря з атмосферним. Під час газообміну ґрунтове повітря збагачується на кисень, необхідний для дихання коренів рослин та мікроорганізмів, а приземний шар повітря — на вуглекислоту, яку використовують рослини в процесі фотосинтезу. Аерація ґрунту зумовлюється коливанням температури ґрунту й атмосфери, газовою дифузією між ними, зміною атмосферного тиску, діянням вітрів, періодичним зволожуванням і висушуванням ґрунту тощо. Найкраще відбувається аерація ґрунту, отже, й найкраще розвиваються рослини при наявності міцної дрібногрудочкуватої структури ґрунту. Див. також: Ефект Кнудсена
- 4) У гірничій промисловості здійснюється при провітрюванні кар'єрів, у виробничих приміщеннях (наприклад, аерація аґломераційних і збагачувальних фабрик), а також у гідротехнічних процесах (відстійних басейнах шахтних, кар'єрних, стічних фабричних вод, системах підготовки бурових розчинів і ін.). Аерація будівель відбувається за рахунок різниці густин зовнішнього і внутрішнього повітря і впливу вітру на стіни і покриття будівель.